# نونا گاراگاشیان
نونا گاراگاشیان (ارمنی: Նոննա Կարակաշյան؛ زادهٔ ۱۳ فوریهٔ ۱۹۴۰) شطرنج‌باز ارمنی‌تبار اهل روسیه است. او نخستین زن ارمنستانی بود که در سال ۱۹۹۲ موفق به دریافت عنوان داور بین‌المللی فیده شد. گاراگاشیان در سال ۱۹۷۹ باشگاه شطرنج «Trudovye Reservy» را در باکو آذربایجان بنیانگذاری نمود. دختر وی نارینه گاراگاشیان استاد بین‌المللی شطرنج زنان می‌باشد.